# Eastern Washington Eagles

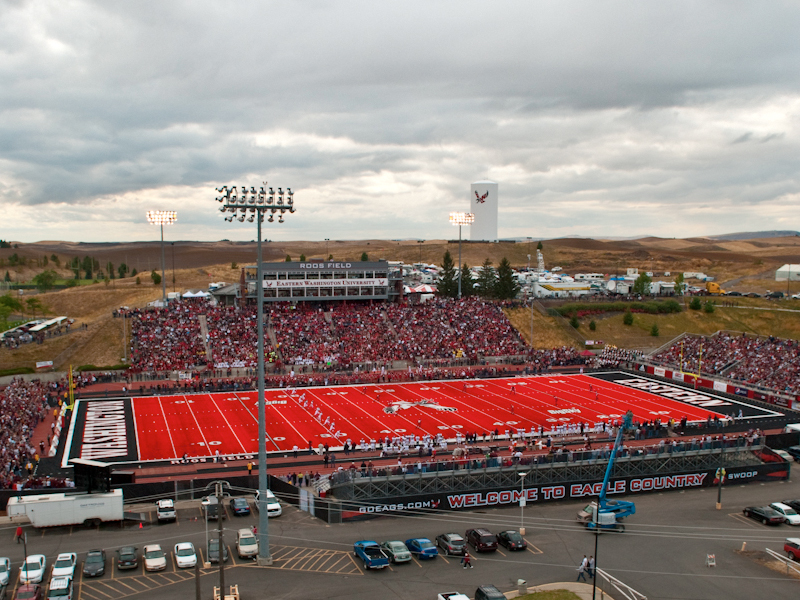
Roos Field, na kterém hraje své domácí zápasy tým amerického fotbalu.

Eastern Washington Eagles je jméno pro univerzitní sportovní týmy Eastern Washington University ve městě Cheney v americkém státě Washington. Program zahrnuje pět mužských sportů – basketbal, přespolní běh, americký fotbal, tenis a atletika – a sedm ženských sportů – basketbal, přespolní běh, golf, fotbal, tenis, atletika a volejbal.

## Univerzitní sporty
Univerzita je členem nejvyšší divize asociace NCAA již od roku 1983. Po většinu své historie patřily univerzitní sporty pod méně prestižní asociaci NAIA, ale to pouze před modernizací sportovního programu, jejíž částí byl přechod k NCAA. Od roku 1987 Eagles patří do Big Sky Conference. Maskotem týmů je tzv. „Swoop“, což je vlastně orel bělohlavý a týmové barvy jsou červená a bílá.
V minulosti univerzita provozovala také baseball, zápas a gymnastiku. V roce 2010 se týmu amerického fotbalu povedlo vyhrát celonárodní šampionát, což se povedlo poprvé v historii univerzity v jakémkoli sportu.

### Americký fotbal
Nynějším koučem fotbalového týmu Eagles je Beau Baldwin, který v minulosti hrál pouze za Central Washington University. Tým hraje na nejvyšší úrovni univerzitního amerického fotbalu. V roce 2010 se týmu povedlo poprvé vyhrát národní mistrovství, když porazil University of Delaware rozdílem 20-19.

### Mužský basketbal
Jim Hayford je koučem basketbalového týmu univerzity, který dvakrát v historii vyhrál svou konferenci. V roce 2004 to bylo poprvé, a tak se tým také poprvé podíval do play-off, kde ale ihned prohrál s týmem Oklahoma State University.

## Zázemí

### Roos Field
Tým amerického fotbalu hraje své zápasy na stadioně Roos Field, který byl otevřen roku 1967 a renovován v letech 2004 a 2010, což také zvětšilo jeho kapacitu na 11 702 diváků. Původně se stadion jmenoval Woodward Field v památce na bývalého fotbalového a basketbalového trenéra Arthura C. Woodwarda. Roos Field nahradil původní Woodward Field, který se nacházel nedaleko dnešní Kennedyho knihovny. 

### Reese Court
Reese Court je multifunkční aréna pro 6 tisíc diváků, ve které hrají basketbalové týmy a volejbalový tým univerzity. V roce 1981 nahradila původní Eastern Washington Fieldhouse a své jméno nese po bývalém kouči amerického fotbalu Williamu Reesovi. 

## Rivality

### Montana Grizzlies
EWU-UM Governors Cup je každoroční zápas amerického fotbalu mezi týmem Eastern Washington University a University of Montana. Tradičně se hraje v sobotu uprostřed základní části sezony a střídá se na stadionech Roos Field a montanském Washington-Grizzly Stadium. Eagles momentálně ztrácí 11-25 na zápasy.

### Portland State Vikings
Od roku 2010 se vytvořila rivalita ve všech sportech s týmem Portland State University, která nese název The Dam Cup. V prvním roce se Eagles podařilo vyhrát celkem 55-17. Cílem Dam Cupu je vytvořit rivalitu mezi univerzitami a přinést absolventům v oblastech Portlandu a Spokanu pocit hrdosti. Dalšími cíli je přilákání více fanoušků na zápasy a vybudování týmového duchu mezi studenty na obou univerzitách.